# Schmittwasser
Das Schmittwasser ist ein 8,8 km langer, orografisch rechter Nebenfluss der Sauer im nordrhein-westfälischen Kreis Paderborn. 

## Geographie

### Verlauf
Das Schmittwasser entspriggt westlich von Hakenberg und mündet südwestlich von Iggenhausen in die Sauer. Das Schmittwasser trägt an seinem Unterlauf auch die Bezeichnung Glasewasser/Glasebach. Ein Teil des Tals des Bachs ist als Naturschutzgebiet Schmittwassertal geschützt.

### Zuflüsse
- Glasewasser (rechts)
- Enderwaldbach (rechts)

### Orte
- Hakenberg
- Herbram
- Iggenhausen

## Geschichte
Bei der Heinrichsflut am 16. Juli 1965 verwandelte sich das Schmittwasser in einen reißenden Fluss mit einem Abfluss von 15,4 m³/s.